# Geografija Antarktike
V geografiji Antarktike prevladuje njena južna polarna lega in s tem led. Antarktična celina, ki se nahaja na Zemljini južni polobli, je asimetrično osredotočena okoli Južnega pola in večinoma južno od Antarktičnega kroga. Obliva jo Južni (ali Antarktični) ocean ali, odvisno od opredelitve, južni Tihi, Atlantski in Indijski ocean. Ima površino več kot 14 milijonov km².
Približno 98 % Antarktike pokriva antarktični ledeni pokrov, največji ledeni pokrov na svetu in tudi njen največji rezervoar sladke vode. V povprečju je debel najmanj 1,6 km, led pa je tako masiven, da je na nekaterih območjih kamnito podlago potisnil za več kot 2,5 km pod morsko gladino; pojavljajo se tudi podledeniška jezera tekoče vode (npr. jezero Vostok). Na obrobju ledenega pokrova pa se nahajajo ledene police in dvigi.
Septembra 2018 so raziskovalci Nacionalne geoprostorske obveščevalne agencije izdali zemljevid terena visoke ločljivosti (podrobnosti do velikosti avtomobila, na nekaterih območjih pa še bolj natančne) Antarktike, imenovan "Referenčni model nadmorske višine Antarktike" (REMA).

## Regije
Fizično je Antarktika razdeljena na dva dela z Transantarktičnim gorovjem blizu vratu med Rossovim in Weddllovim morjem. Zahodna Antarktika in Vzhodna Antarktika približno ustrezata vzhodni in zahodni polobli glede na ničelni poldnevnik. Nekateri so to uporabo obravnavali kot evrocentrično, zato so včasih prednostni tudi alternativni izrazi Mala Antarktika in Velika Antarktika.
Malo Antarktiko pokriva Zahodni antarktični ledeni pokrov. O tem ledenem pokrovu je izražene nekaj skrbi, saj obstaja majhna možnost, da bi se sesedel. V tem primeru bi se gladina oceana v zelo kratkem času dvignila za nekaj metrov.

## Vulkani
Vulkani, ki se pojavljajo pod ledeniškimi ledenimi pokrovi, so znani z izrazom "Glaciovulkanizem" ali podledeniški vulkani. Članek, objavljen leta 2017, trdi, da so raziskovalci z univerze v Edinburghu pred kratkim odkrili 91 novih vulkanov pod ledenim dnom Antarktike in jih dodali na seznam k že do tedaj 47 znanih vulkanov. Na Zahodni Antarktiki je bilo do danes ugotovljenih 138 možnih vulkanov. O vulkanih v Zahodni Antarktiki je zelo malo znanega, zaradi Zahodnega antarktičnega ledenega pokrova, ki močno pokriva Zahodni antarktični sistem razpok -- verjetno središče vulkanske aktivnosti. Raziskovalci imajo zaradi obširnega ledenega pokrova težave pri prepoznavi vulkanske aktivnosti.
Vzhodna Antarktika je bistveno večja od Zahodne Antarktike in podobno ostaja široko neraziskana glede na svoj vulkanski potencial. Medtem ko obstajajo znaki, da pod Vzhodnim antarktičnim ledenim pokrovom obstaja vulkanska aktivnost, trenutno o tej temi ni veliko podatkov.
Gora Erebus je ena najpomembnejših krajev v raziskavi antarktičnega vulkanizma, saj je to najjužnejše zgodovinsko aktivno vulkansko območje na planetu.
Otok prevare je še en aktivni antarktični vulkan. Je eno najbolj zaščitenih območij na Antarktiki, glede na položaj med Južnimi Shetlandskimi otoki in Antarktičnim polotokom. Kot najbolj aktiven vulkan na Antarktičnem polotoku ga natančno preučujejo od njegovega odkritja leta 1820.
Na celini Antarktike obstajajo štirje vulkani, za katere velja, da so aktivni na podlagi opažene fumarolske aktivnosti ali "nedavnih" nahajališč tefre: gora Melbourne (2730 m) (74 ° 21'J., 164 ° 42'V.), stratovulkan; Gora Berlin (3500 m) (76 ° 03' J., 135 ° 52' Z.), stratovulkan; Gora Kauffman (2365 m) (75 ° 37' J., 132 ° 25' Z.), stratovulkan; in gora Hampton (3325 m) (76 ° 29' J., 125 ° 48' Z.), vulkanska kaldera. Gora Rittmann (2600 m) (73,45 ° S 165,5 ° V), vulkanska kaldera.
Več vulkanov na okoliških otokih ima znake dejavnosti vulkanov v preteklosti. Gora Erebus (3795 m), stratovulkan na otoku Ross z 10 znanimi izbruhi in 1 sumom na izbruh. Na nasprotni strani celine je bil najbolj aktiven otok prevare (62 ° 57 'J., 60 ° 38' Z.), vulkanska kaldera z 10 znanimi in 4 domnevnimi izbruhi. Bucklov otok v Bellenyjevem otočju (66 ° 50' J., 163 ° 12' V.), Pingvinov otok (62 ° 06'J., 57 ° 54'Z.), Pauletov otok (63 ° 35' J., 55 ° 47' Z. ) in Lindenbergov otok (64 ° 55' J. 59. 40 ° Z.) prav tako štejejo za aktivne. Leta 2017 so raziskovalci univerze v Edinburghu pod Zahodno Antarktiko odkrili 91 podvodnih vulkanov.

### Glaciovulkanizem
Opredelitev glaciovulkanizma je "interakcija magme z ledom v vseh oblikah, vključno s snegom, ledeniškim srencem in kakršno koli snežnico." Določa posebno vulkansko polje, ki je posebej osredotočeno okoli ledu in njegovega taljenja. To znanstveno področje je staro manj kot 100 let in zato nenehno dela nova odkritja. Za glaciovulkanizem so značilne tri vrste izbruhov: podledeniška erupcija, nadledeniški vulkanizem in ledeno-obrobni vulkanizem.
Preučevanje glaciovulkanizma je ključnega pomena za razumevanje nastajanja ledenih pokrovov. Prav tako je dragoceno orodje za napovedovanje vulkanskih nevarnosti, kot je nevarnost pepela po izbruhu Eyjafjallajökulla na Islandiji.

### Dežela Marie Byrd
Dežela Marie Byrd je neverjetno velik del Zahodne Antarktike, ki ga sestavlja območje pod Antarktičnim polotokom. Dežela Marie Byrd je velika tvorba vulkanskih kamnin, za katero je značilno 18 izpostavljenih in podledeniških vulkanov. 16 od 18 vulkanov v celoti pokriva Antarktični ledeni pokrov. Na tem območju ni bilo zabeleženega nobenega izbruha, vendar znanstveniki verjamejo, da so nekateri vulkani morda aktivni.

### Aktivnost
Znanstveniki in raziskovalci razpravljajo o tem, ali je 138 prepoznanih možnih vulkanov aktivnih ali spečih. Težko je dokončno reči, glede na to, da je veliko teh vulkanskih struktur zakopanih pod nekaj kilometri ledu. Vendar plasti pepela v Zahodnem antarktičnem ledenem pokrovu in deformacije na ledeni površini kažejo, da bi bil Zahodni antarktični sistem razpok lahko aktiven in vseboval vulkane. Poleg tega seizmična aktivnost v regiji namiguje na gibanje magme pod skorjo, znak vulkanske aktivnosti. Kljub temu pa še ni dokončnih dokazov o trenutno aktivnih vulkanih.
Za podledeniški vulkanizem je pogosto značilno taljenje ledu in podledeniška voda. Čeprav obstajajo tudi drugi viri podledeniške vode, na primer geotermalna toplota, je to skoraj vedno pogoj vulkanizma. Znanstveniki ostajajo negotovi glede prisotnosti vode pod Zahodnim antarktičnim ledenim pokrovom, nekateri pa trdijo, da so našli dokaze, ki kažejo na njen obstoj.

### Pogoji za nastanek
V deželi Marie Byrd v Zahodni Antarktiki so vulkani običajno sestavljeni iz alkalne in bazaltne lave. Včasih so vulkani v sestavi povsem bazaltni. Zaradi geografske podobnosti dežele Marie Byrd velja, da so vulkani v Zahodnem antarktičnem sistemu razpok sestavljeni iz bazalta.
Nad ledeniškimi bazaltnimi vulkani, znanimi tudi kot podzračni bazaltni vulkani, se običajno oblikujejo v visoke široke stožčaste oblike. Ker nastanejo iz večkratnega kopičenja tekoče magme, ki izvira iz središča, se širijo široko in rastejo relativno počasi navzgor. Vendar pa se Zahodni antarktični vulkani tvorijo pod ledenimi pokrovi in jih zato uvrščamo med podledeniške vulkane. Podledeniški vulkani, ki so monogenetični, so veliko bolj ozke, strme in ravne strukture. Poligenetični podledeniški vulkani imajo veliko različnih oblik in velikosti, saj jih sestavljajo številni različni izbruhi. Pogosto so videti bolj stožčaste oblike, kot stratovolkani.

### Nevarnosti

#### Pepel
O posledicah vulkanskega pepela zaradi izbruhov znotraj antarktičnega kroga je bilo raziskanega bolj malo. Verjetno bi izbruh na nižjih zemljepisnih širinah povzročil nevarnosti za svetovno zdravje in letalstvo zaradi izpuščanja pepela. Kroženje zraka okoli sistema nizkega zračnega tlaka na Južnem polu sili zrak navzgor, hipotetično lahko pošlje pepel navzgor proti stratosferskim vetrovnim stržnom, ki bi ga tako hitro razpršili po vsem svetu.

#### Taljenje ledu
Pred kratkim, leta 2017, je raziskava našla dokaze o podledeniški vulkanski aktivnosti znotraj Zahodnega antarktičnega ledenega pokrova. Ta aktivnost ogroža stabilnost Ledenega pokrova, saj vulkanska aktivnost vodi do povečanega taljenja. To bi lahko potisnilo Zahodni antarktični ledeni pokrov v krog naraščajočih temperatur in povečanega taljenja ledu.

## Kanjoni
Obstajajo trije ogromni kanjoni, ki se raztezajo na stotine kilometrov in se prebijajo skozi visoke gore. Nobenega kanjona ni mogoče videti na zasneženi površini celine, saj so pokopani pod več sto metrov ledu. Največji kanjon se imenuje Fundacijska dolina in je dolga več kot 350 km in široka 35 km. Patuxentska dolina je dolga več kot 300 km in široka več kot 15 km, Offset Rift kotlina pa je dolga 150 km in široka 30 km. Vse te doline ležijo pod in prečkajo tako imenovano "ledeno ločnico" - visok ledeni greben, ki se razteza vse od Južnega pola proti obali Zahodne Antarktike.

## Zahodna Antarktika
Zahodna Antarktika je manjši del celine (50° – 180° Z), razdeljen na:

### Območja
- Antarktični polotok (55 ° – 75 ° Z)
  - Grahamova dežela
  - Palmerjeva dežela
- Dežela kraljice Elizabethe (20 ° Z – 80 ° Z)
- Ellsworthova dežela (79 ° 45 ' – 103 ° 24 ' Z)
  - Englisheva obala
  - Bryanova obala
  - Eightsova obala
- Dežela Marie Byrd (103 ° 24 ' – 158 ° Z)
  - Walgreenova obala
  - Bakutisova obala
  - Hobbsova obala
  - Ruppertova obala
  - Saundersova obala
- Polotok Edvarda VII. (166 ° V – 155 ° Z)
  - Shirasejeva obala

### Morja
- Škotsko morje (26°30' – 65° Z)
- Weddllovo morje (57°18' – 102°20' Z)
- Bellingshausnovo morje (57°18' – 102°20' Z)
- Amundsenovo morje (102°20′ – 126° Z)

### Ledene police
Večje ledene police so:
- Filchner-Ronnina ledena polica (30° – 83° Z)
- Larsenova ledena polica
- Abbotova ledena polica (89°35' – 103° Z)
- Getzova ledena polica (114°30' – 136° Z)
- Sulzbergerova ledena polica
- Rossova ledena polica (166° V – 155° Z)

Za vse ledene police glej: Seznam antarktičnih ledenih polic.

### Otoki
Za seznam vseh antarktičnih otokov glej Seznam antarktičnih in podantarktičnih otokov.

## Vzhodna Antarktika
Vzhodna Antarktika je večji del celine, (50° Z – 180° V), tu se nahajata južni geomagnetni pol in geografski Južni pol. Razdeljena je na:

### Območja
- Coatsova dežela (20° – 36° Z)
- Dežela kraljice Maud (20° Z – 45° V)
  - Obala kronske princese Marte
  - Obala princese Astrid
  - Obala princese Ragnhild
  - Obala princa Haralda
  - Obala kronskega princa Olafa
- Enderbyjeva dežela (44°38' – 56°25' V)
- Kempova dežela (56°25' – 59°34' V)
- Mac. Robertsonova dežela (59°34' – 73° V)
- Dežela princese Elizabete (73° – 87°43' V)
- Dežela Viljema II. (87°43' – 91°54' V)
- Dežela kraljice Marije (91°54' – 100°30' V)
- Wilkesova dežela (100°31' – 136°11' V)
- Adelijina dežela (136°11′ – 142°02′ V)
- Dežela Jurija V. (142°02' – 153°45' V)
  - Obala Jurija V.
  - Podledeniški jarek Zélée
- Oatesova dežela (153°45' – 160° V)
- Viktorijina dežela (70°30' – 78°' J)

### Morja
- Weddllovo morje (57°18' – 102°20' Z)
- Morje kralja Haakona VII. (20° Z – 45° V)
- Davisovo morje (82° – 96° V)
- Mawsonovo morje (95°45' – 113° V)
- D'Urvillovo morje (140° V)
- Rossovo morje (166° V – 155° Z)
- Bellingshausnovo morje (57°18' – 102°20' Z)
- Škotsko morje (26°30' – 65° Z)

### Ledene police
Večje ledene police so:
- Riiser-Larsenova ledena polica
- Ekstromova ledena polica
- Ameryjeva ledena polica
- Zahodna ledena polica
- Shackletonova ledena polica
- Vojejkovova ledena polica

Za vse ledene police glej: Seznam antarktičnih ledenih polic.

### Otoki
Za seznam vseh antarktičnih otokov glej Seznam antarktičnih in podantarktičnih otokov.

## Teritorialni zahtevki
Na Antarktiki je sedem držav postavilo uradne teritorialne zahteve.

## Odvisnosti in ozemlja
- Bouvetov otok
- Francoska južna in antarktična ozemlja
- Heardov otok in McDonaldovi otoki
- Južna Georgija in Južni Sandwichevi otoki
- Otok Petra I.